# Aventure (ensemble de musique ancienne)
Pour les articles homonymes, voir Aventure (homonymie).
Aventure est un ensemble de musique ancienne dirigé par Ita Hijmans et spécialisé dans la musique du Moyen Âge (tardif).  

## Aventure
L'ensemble tire son nom de la notion courtoise de l'histoire, de l'aventure ou de l'expérience, et se rapporte donc à la culture du Moyen Âge.  Les interprétations musicales de l'ensemble sont basées sur une recherche impliquant le respect de la singularité d'un certain idiome musical et le contexte culturel et historique du répertoire.  Aventure réalise ses programmes avec trois à sept musiciens. 
Depuis sa création en 1992, Aventure a réalisé des programmes très différents : après des projets sur la tradition narrative de la musique homophone autour d'Oswald von Wolkenstein (qui aboutit à un CD : O, snode welt), sur le conduit latin, sur le lai et l'estampie et sur les chansons inconnues d'Adam de la Halle ont suivi les programmes sur la musique du début de la polyphonie (Codex de Montpellier, Codex de Bamberg, etc.) et sur quelques chansonniers du XVe siècle comme celui de Glogau ou comme le manuscrit Koning (Bruxelles, Bibliothèque royale de Belgique, MS II 270).  Cette occupation a abouti à la réalisation de deux CD (Adieu, naturlic leven mijn et Ons is een kijnt geboren) comprenant tout le répertoire polyphonique sur des paroles latines et néerlandaises de cette importante source de connaissance de la musique autour du mouvement de la Devotio moderna.
En musique polyphonique, Aventure examine le rôle non écrit des instrumentistes, en particulier de ceux des ensembles de flûtes à bec des dernières décennies du XVe siècle.  Par des recherches approfondies, fondées sur les sources, sur les nombreux aspects d'une exécution musicale, comme la pratique de l'improvisation musicale, la prononciation des mots, les idiomes musicaux et le contexte historique, l'ensemble essaie de récréer l'image sonore d'autrefois. 
Après avoir obtenu une mention honorable au Concours Musica Antiqua à Bruges en 1993, Aventure a fait des tournées dans divers lieux internationaux comme le Réseau de la Musique ancienne (Netwerk voor Oude Muziek), Les Académies musicales de Saintes en France, le Festival de musique international d'été à Varna (Varna International Music Summerfestival ) en Bulgarie et le Festival de Flandre. 

## Discographie
- O, snode welt, CD, AC19905
- Adieu, naturlic leven mijn. Songs from the Koning Manuscript (Bruxelles, Bibliothèque royale de Belgique, MS II 270) vers 1500, CD, Challenge Records FL72411
- Ons is een kijnt geboren. Christmas Songs from the Koning Manuscript (Bruxelles, Bibliothèque royale de Belgique, MS II 270) vers 1500, CD, Challenge Records FL72412

## Source
- (nl) Site web de l'ensemble de musique ancienne Aventure Ensemble